# بوفالوی آمریکایی
گاومیش کوهان‌دار آمریکایی یا بوفالوی آمریکایی (نام علمی: Bison bison)، گونه‌ای گاو وحشی بومی آمریکای شمالی است. این جانور از گونه‌های سرده گاومیش‌های کوهان‌دار به‌شمار می‌رود.
بوفالوی آمریکایی بیشتر در طول روز به فعالیت می‌پردازد. پوست این جانور خصوصاً در نواحی گردن و بالاتنه پوشیده از پشمی پرپشت و قهوه‌ای رنگ است، که در فصل سرما انبوه‌تر و همچنین تیره‌تر می‌گردد. طول بدن این جانور ۲٬۴۰متر (ماده) تا ۳٬۸۰ متر (نر) بوده، گردنی بسیار کوتاه و سر مخروطی شکلی با شاخ‌هایی بلند دارد که معمولاً با ریشی انبوه پوشیده شده‌است. وزن بیزون نر بالغ بر ۹۰۰ کیلوگرم می‌شود، که حدوداً دوبرابر وزن بوفالوی ماده است. به همین دلیل از این جانور به عنوان بزرگ‌ترین پستاندار آمریکایی شمالی یاد می‌شود. در هنگام دفاع و مبارزه برای تعیین رده در درون گله، بوفالوی نر از شاخ‌های بلند و منحنی شکلش به عنوان یک سمبل قدرت بهره می‌برد. غذای اصلی این جانور گیاه‌خوار شامل علف، چمن، خزه و سایر گیاهان می‌باشند. با وجود وزن سنگین سرعت این جانور در هنگام دویدن به ۵۰ کیلومتر در ساعت می‌رسد. علاوه بر این می‌تواند در آب نیز به خوبی شنا کند. زمان جفت‌گیری بوفالو نیمه دوم تابستان بوده و دوره بارداری این جانوران ۲۸۵ روز است. طول عمر این گونه در حیات وحش ۱۵ سال و در اسارت حدود ۲۵ سال می‌باشد.
بوفالوی آمریکایی امروزه پرچم وایومینگ را زینت می‌دهد.
بوفالوی آمریکایی وزنی بین ۴۲۱ تا ۹۹۷ کیلوگرم دارد و می‌تواند تا حداکثر سرعت ۶۴ کیلومتر بر ساعت بدود.

## نگارخانه

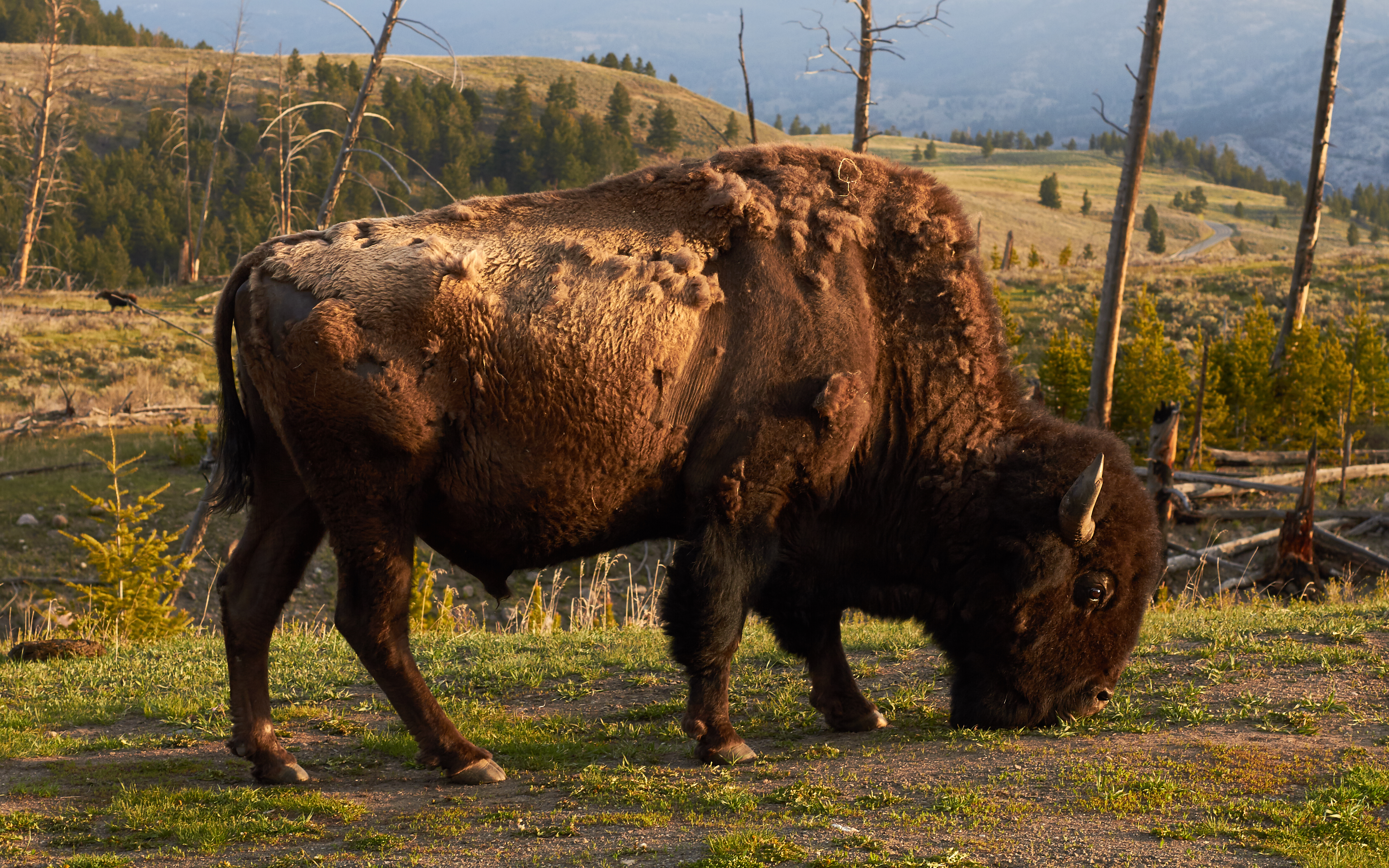
بیزون آمریکایی در حین چرا
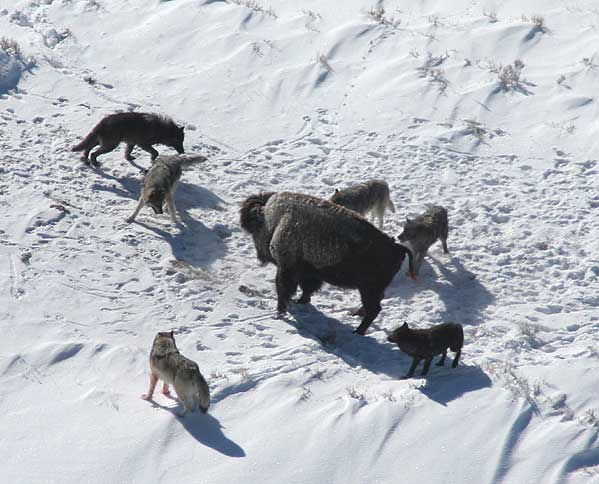
در حال مقاومت در برابر یک گله گرگ
مونتاژی از تصاویر برداشته شده از حرکت این حیوان در ۱۸۸۷
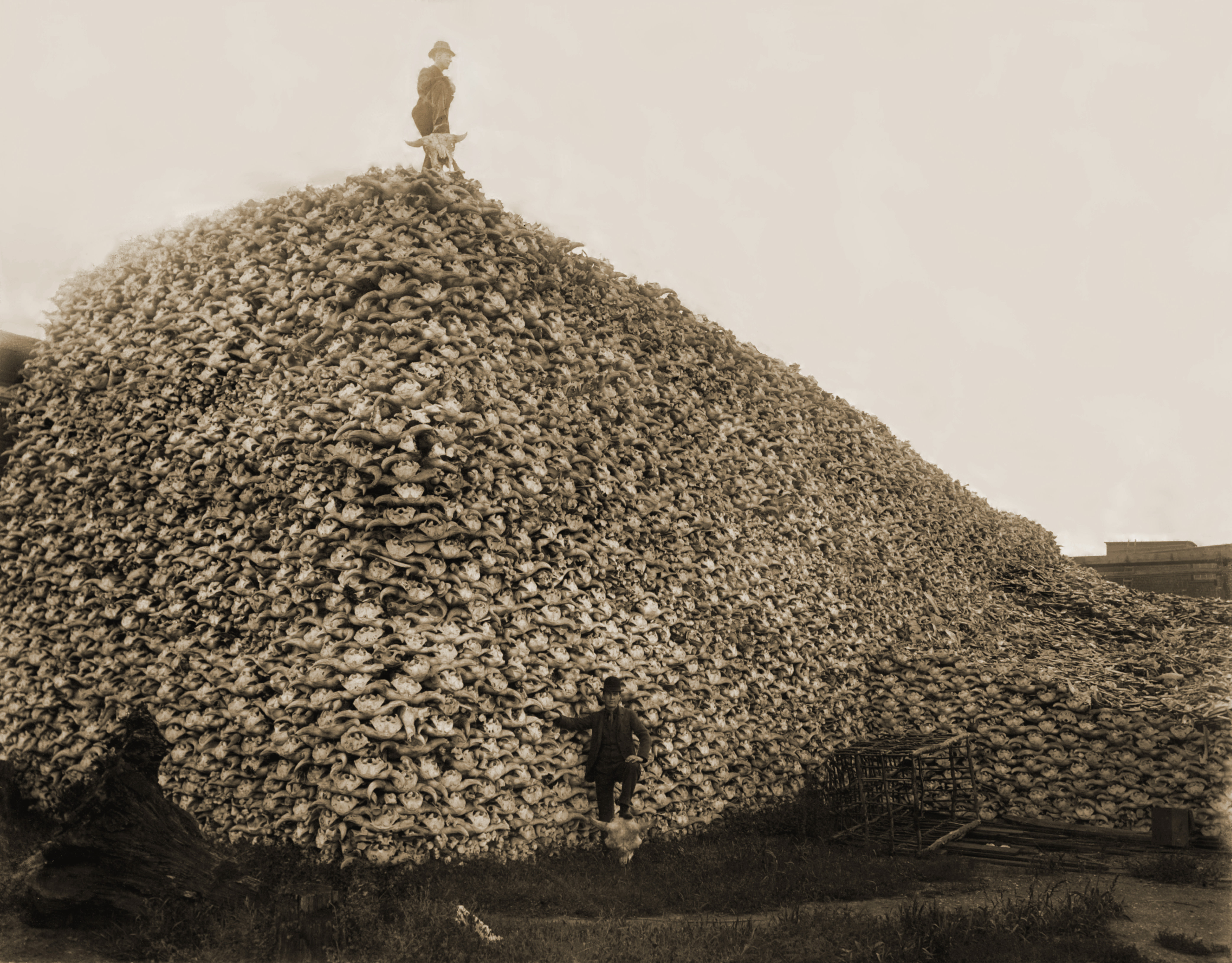
در سده نوزدهم، این جانور را تا سر حد انقراض رساندند
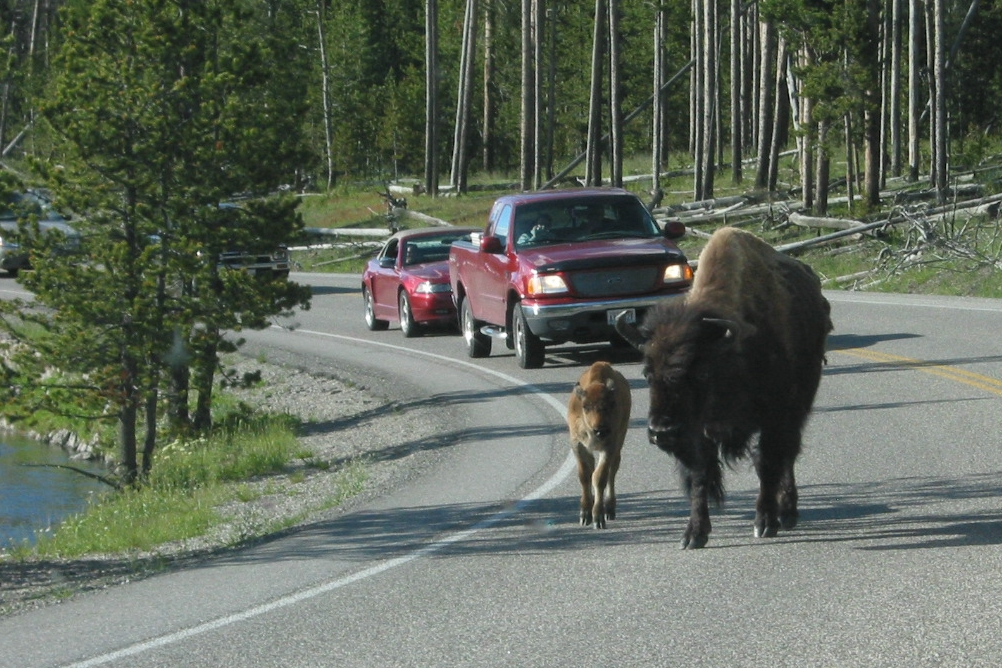
یک بیزون و گوساله در حال عبور از جاده
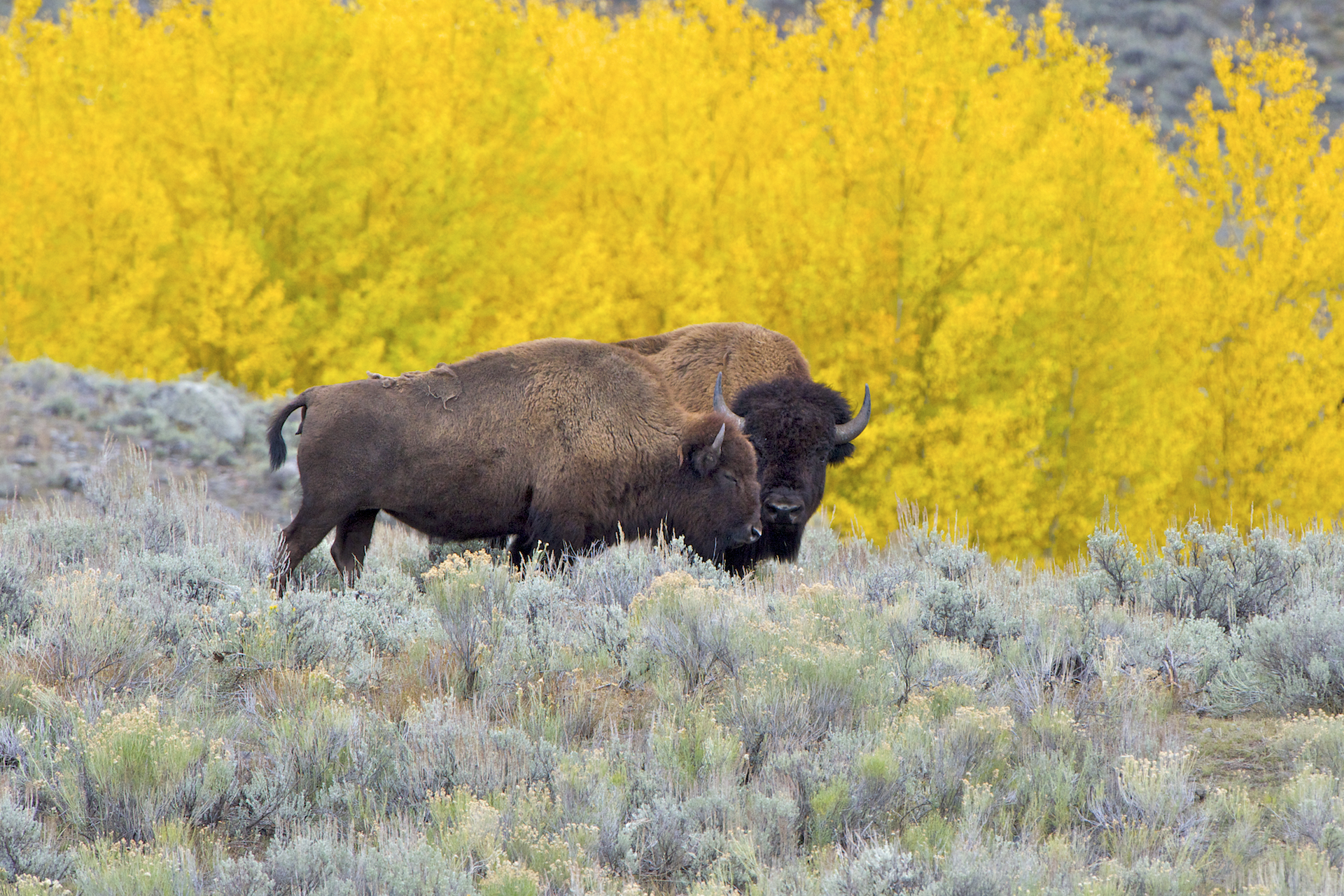
یک بیزون آمریکایی و گوساله‌اش در پارک ملی یلواستون